# Onthophagus hassoni
Onthophagus hassoni är en skalbaggsart som beskrevs av Moretto 1999. Onthophagus hassoni ingår i släktet Onthophagus och familjen bladhorningar. Inga underarter finns listade i Catalogue of Life.